# One World Tour (Ricky Martin)
One World Tour bylo desáté koncertní turné portorického zpěváka Rickyho Martina, které se uskutečnilo v roce 2015 v souvislosti s vydáním jeho desátého studiového alba.

## Pozadí a vývoj
První zpráva o turné byla vydána 15. července 2014 v časopisu Billboard. Martin v něm uvedl, že „je nadšený, že může příští rok do Austrálie koncerty nového One World Tour a spatřit tak ještě jednou své oddané australské fanoušky“.

## Data pro turné
| Datum          | Město      | Stát      | Místo                         | Účast     | Příjem    |
| Austrálie      | Austrálie  | Austrálie | Austrálie                     | Austrálie | Austrálie |
| -------------- | ---------- | --------- | ----------------------------- | --------- | --------- |
| 25. dubna 2015 | Townsville | Austrálie | 1300SMILES Stadium            | —         | —         |
| 28. dubna 2015 | Brisbane   | Austrálie | Brisbane Entertainment Centre | —         | —         |
| 30. dubna 2015 | Sydney     | Austrálie | Allphones Arena               | —         | —         |
| 2. května 2015 | Melbourne  | Austrálie | Rod Laver Arena               | —         | —         |
| 5. května 2015 | Adelaide   | Austrálie | Adelaide Entertainment Centre | —         | —         |
| 8. května 2015 | Perth      | Austrálie | Perth Arena                   | —         | —         |